# 麻倉ゴルフ倶楽部
麻倉ゴルフ倶楽部（あさくらゴルフくらぶ）は、 千葉県佐倉市内田に広がるゴルフ場である。

## 概要
麻倉ゴルフ倶楽部は、1996年（平成8年）11月、三菱地所株式会社により着工された。その後、2006年（平成19年）8月23日、東急不動産株式会社と2社での協同出資で設立となった。2008年（平成20年）10月25日、ゴルフ場は開場され、「佐倉ゴルフ開発株式会社」によって運営されている。コース設計は黒澤長夫・杉本昌治が行い、施工は大成建設株式会社が行った。コースは、下総の自然に恵まれたロケーションの林間コースで、全体的に高低差の少ない地形だが、難易度があることから戦略性を求められるチャンピオンコースである。
杉本昌治は、1961年（昭和36年）生まれ、東京農業大学造園学科に学び高村造園（現・東急グリーンシステム株式会社）に入社。宮澤長平と黒澤長夫の指導を受け、ゴルフ事業部で東急系のゴルフ場の企画、コース設計、工事管理を行っている。
2009年から2018年までザ・レジェンド・チャリティプロアマトーナメントが行われた。

## 所在地
〒285-0077 千葉県佐倉市内田670　　

## コース情報
- 開場日 - 2008年10月25日
- 設計者 - 黒澤 長夫・杉本 昌治
- 面積 - 940,000m2（約28.4万坪）
- コースタイプ - 林間コース
- コース - 18ホールズ、パー72、7,103ヤード、コースレート 73.4
- グリーン - 1グリーン、ベント（ペンクロス）
- プレースタイル - 電磁誘導式乗用カート、全組キャディ付
- 練習場 - 18打席 250ヤード、アプローチ練習場
- 休場日 - 毎週月曜日（祝日は通常営業、月曜営業時は翌火曜日に振替）、12月31日、1月1日[4][1]

## クラブ情報
- ハウス面積 - 2,591m2（783.7坪）
- ハウス設計 - 株式会社三菱地所設計
- ハウス施工 - 大成建設株式会社[5][1]

## ギャラリー
- コース - 「麻倉ゴルフ倶楽部」、コース紹介
- ハウス - 「麻倉ゴルフ倶楽部」、施設紹介

## 交通アクセス
鉄道
- JR東日本（総武本線・成田線） - 佐倉駅よりクラブバス利用 8km 約20分
- 京成本線 - 京成佐倉駅よりクラブバス利用　15km 約40分

道路
- 東関東自動車道 - 佐倉ICより 6km
- 京葉道路 - 貝塚ICより 13km[6]

## 関連文献
- 『月刊ゴルフマネジメント』、「新規オープンゴルフ場レポート(第4弾)麻倉ゴルフ倶楽部 会員重視の倶楽部作りを目指す」、東京 一季出版、2009年1月、2020年7月14日閲覧
- 『ゴルフ場セミナー』、「クラブハウス探訪 麻倉ゴルフ倶楽部(千葉県) ゆとりあるデザインで温もりと優しさを強調」、東京 ゴルフダイジェスト社、2013年5月、2020年7月14日閲覧